# 普馬科查湖
11°44′21″S 76°06′48″W / 11.73917°S 76.11333°W
普馬科查湖（Lake Pumacocha），是秘魯的湖泊，位於該國中部胡寧大區的堯利省，長5.44公里、寬0.95公里，處於瓦利亞科查湖西北面，該湖泊海拔高度約4,265米。